# 서울 영등포구의 마천루 목록

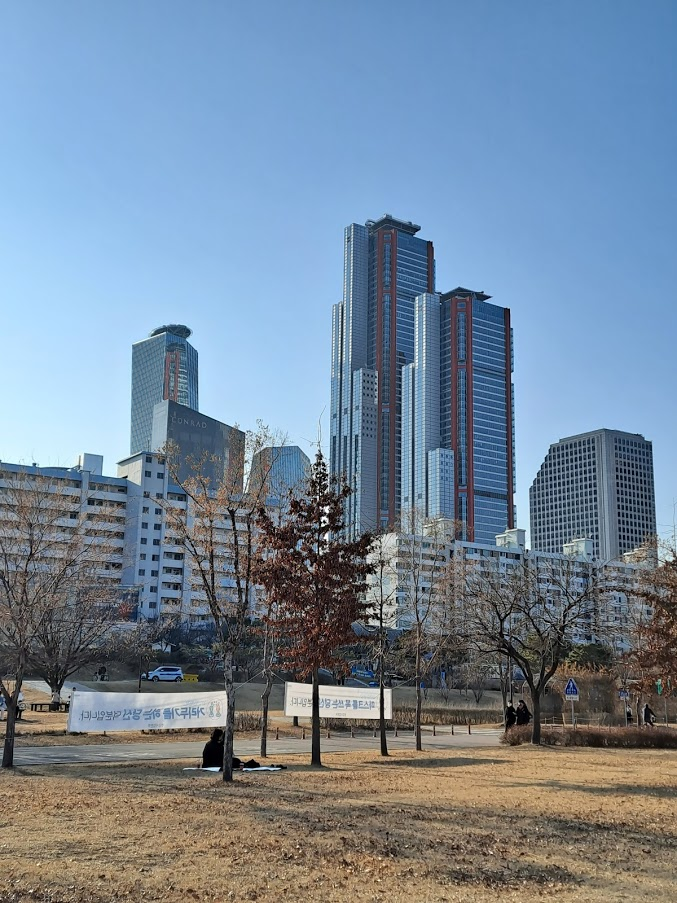
파크원 타워 A동이 있다.

대한민국 서울특별시 영등포구의 마천루 목록이다. 대한민국의 「초고층 및 지하연계 복합건축물 재난관리에 관한 특별법」에 따르면 '초고층 건축물' 이란 층수가 50층 이상 또는 높이가 200m 이상인 건축물을 말한다.

## 마천루 순위
본 목록은 완공이 되었거나 상량식을 끝낸 마천루이다.
| 순위 | 이름                         | 사진 | 위치     | 높이 | 층수 | 완공 연도 | 비고                                                       |
| ---- | ---------------------------- | ---- | -------- | ---- | ---- | --------- | ---------------------------------------------------------- |
| 1    | 파크원 타워 A동              |      | 여의도동 | 333m | 69층 | 2020년    | 북한의 류경호텔보다 3m 더 높고, 여의도에서 가장 높다.      |
| 2    | 서울국제금융센터 C동         |      | 여의도동 | 279m | 55층 | 2012년    | 파크원 타워 완공 이전까지 여의도에서 가장 높은 마천루였다. |
| 3    | 파크원 타워 B동              |      | 여의도동 | 256m | 53층 | 2020년    | [ 7 ] [ 8 ] [ 9 ]                                          |
| 4    | 63빌딩                       |      | 여의도동 | 249m | 63층 | 1985년    | 여의도의 마천루 중 거의 유일하게 전망대가 갖추어져 있다.   |
| 5    | 전경련회관                   |      | 여의도동 | 245m | 51층 | 2013년    | [ 13 ] [ 14 ] [ 15 ]                                       |
| 6    | TP타워                       |      | 여의도동 | 220m | 42층 | 2024년    | [ 16 ]                                                     |
| 7    | 콘래드 서울 호텔             |      | 여의도동 | 200m | 37층 | 2012년    | 서울국제금융센터 주변에 있다.                              |
| 8    | 서울국제금융센터 A동         |      | 여의도동 | 186m | 32층 | 2012년    | [ 20 ] [ 21 ] [ 22 ]                                       |
| 9    | 서울국제금융센터 B동         |      | 여의도동 | 176m | 29층 | 2012년    | [ 23 ] [ 24 ] [ 25 ]                                       |
| 10=  | 브라이튼 여의도 아파트 A동   |      | 여의도동 | 168m | 49층 | 2023년    | [ 26 ]                                                     |
| 10=  | 브라이튼 여의도 아파트 B동   |      | 여의도동 | 168m | 49층 | 2023년    | [ 27 ]                                                     |
| 10=  | 브라이튼 여의도 오피스텔     |      | 여의도동 | 168m | 49층 | 2023년    | [ 28 ]                                                     |
| 10=  | 앵커원                       |      | 여의도동 | 168m | 32층 | 2023년    | [ 29 ]                                                     |
| 14   | 여의도 포스트 타워           |      | 여의도동 | 156m | 33층 | 2020년    | [ 30 ]                                                     |
| 15   | 영등포 SK 리더스 뷰 1동      |      | 문래동   | 155m | 40층 | 2007년    | [ 31 ]                                                     |
| 16   | 에스트레뉴 타워              |      | 여의도동 | 154m | 36층 | 2009년    | 여의도에서 가장 높은 오피스텔이다.                         |
| 17   | 영등포 SK 리더스 뷰 2동      |      | 문래동   | 152m | 40층 | 2007년    | [ 31 ]                                                     |
| 18   | 여의도 리첸시아 타워 A동     |      | 여의도동 | 151m | 40층 | 2003년    | [ 35 ] [ 36 ] [ 37 ]                                       |
| 19=  | LG트윈타워 서관동            |      | 여의도동 | 144m | 34층 | 1987년    | [ 38 ]                                                     |
| 19=  | LG트윈타워 서관동            |      | 여의도동 | 144m | 34층 | 1987년    | [ 38 ]                                                     |
| 21=  | 여의도 파크센터              |      | 여의도동 | 134m | 35층 | 2007년    | [ 39 ]                                                     |
| 21=  | 여의도 파크센터 호텔         |      | 여의도동 | 134m | 35층 | 2007년    | [ 40 ]                                                     |
| 23=  | 한화증권빌딩                 |      | 여의도동 | 134m | 27층 | 1995년    | [ 41 ]                                                     |
| 23=  | 신한금융투자타워             |      | 여의도동 | 134m | 30층 | 1995년    | [ 42 ]                                                     |
| 25=  | 여의도 대우트럼프월드 II A동 |      | 여의도동 | 133m | 34층 | 2003년    | [ 43 ]                                                     |
| 25=  | 여의도 대우트럼프월드 II B동 |      | 여의도동 | 133m | 34층 | 2003년    | [ 43 ]                                                     |
| 27=  | 여의도 대우트럼프월드 I A동  |      | 여의도동 | 132m | 41층 | 2002년    | [ 44 ]                                                     |
| 27=  | 여의도 대우트럼프월드 I B동  |      | 여의도동 | 132m | 41층 | 2002년    | [ 44 ]                                                     |
| 29   | 리버타워 오피스텔            |      | 여의도동 | 131m | 37층 | 1998년    | [ 45 ]                                                     |
| 30=  | 여의도 자이 101동            |      | 여의도동 | 128m | 39층 | 2008년    | [ 46 ]                                                     |
| 30=  | 여의도 자이 201동            |      | 여의도동 | 128m | 39층 | 2008년    | [ 47 ]                                                     |
| 30=  | 여의도 자이 301동            |      | 여의도동 | 128m | 39층 | 2008년    | [ 48 ]                                                     |
| 30=  | 여의도 자이 401동            |      | 여의도동 | 128m | 39층 | 2008년    | [ 49 ]                                                     |
| 34=  | 여의도 페어몬트 호텔         |      | 여의도동 | 126m | 31층 | 2020년    | [ 50 ]                                                     |
| 34=  | 롯데캐슬 엠파이어 101동      |      | 여의도동 | 126m | 37층 | 2007년    | [ 51 ]                                                     |
| 34=  | 롯데캐슬 엠파이어 102동      |      | 여의도동 | 126m | 37층 | 2007년    | [ 51 ]                                                     |
| 37   | 한국교직원공제회관           |      | 여의도동 | 119m | 27층 | 2018년    | [ 52 ]                                                     |
| 38=  | 여의도 롯데캐슬 아이비 101동 |      | 여의도동 | 118m | 35층 | 2005년    | [ 53 ]                                                     |
| 38=  | 여의도 롯데캐슬 아이비 102동 |      | 여의도동 | 118m | 35층 | 2005년    | [ 53 ]                                                     |
| 40   | KB국민은행신관               |      | 여의도동 | 117m | 25층 | 2020년    | [ 54 ]                                                     |
| 41   | 여의도 하나금융투자빌딩      |      | 여의도동 | 110m | 23층 | 1994년    | [ 55 ]                                                     |
| 42   | 문래 벽산 메가트리움 102동   |      | 문래동   | 109m | 31층 | 2004년    | [ 56 ]                                                     |
| 43=  | 아크로타워 스퀘어 102동      |      | 영등포동 | 107m | 35층 | 2017년    | [ 57 ]                                                     |
| 43=  | 아크로타워 스퀘어 106동      |      | 영등포동 | 107m | 35층 | 2017년    | [ 58 ]                                                     |
| 45   | ABL 타워                     |      | 여의도동 | 106m | 23층 | 1998년    | [ 59 ]                                                     |
| 46=  | 한국씨티은행빌딩             |      | 여의도동 | 105m | 20층 | 1997년    | [ 60 ]                                                     |
| 46=  | 문래 벽산 메가트리움 101동   |      | 문래동   | 105m | 30층 | 2004년    | [ 61 ]                                                     |
| 46=  | 문래 벽산 메가트리움 103동   |      | 문래동   | 105m | 30층 | 2004년    | [ 62 ]                                                     |
| 46=  | KRX 한국거래소 서울          |      | 여의도동 | 105m | 30층 | 2004년    | [ 63 ]                                                     |
| 46=  | 문래 벽산 메가트리움 104동   |      | 문래동   | 105m | 30층 | 2004년    | [ 64 ]                                                     |
| 46=  | 문래 벽산 메가트리움 105동   |      | 문래동   | 105m | 30층 | 2004년    | [ 65 ]                                                     |
| 52=  | 포레나영등포센트럴 오피스동  |      | 영등포동 | 103m | 30층 | 2020년    | [ 66 ]                                                     |
| 52=  | 여의도자이 오피스텔          |      | 여의도동 | 103m | 27층 | 2008년    | [ 67 ]                                                     |
| 54=  | 아크로타워 스퀘어 101동      |      | 영등포동 | 101m | 33층 | 2017년    | [ 68 ]                                                     |
| 54=  | 아크로타워 스퀘어 103동      |      | 영등포동 | 101m | 33층 | 2017년    | [ 69 ]                                                     |
| 54=  | 아크로타워 스퀘어 105동      |      | 영등포동 | 101m | 33층 | 2017년    | [ 70 ]                                                     |
| 54=  | 아이에스비즈타워             |      | 양평동   | 101m | 26층 | 2013년    | [ 71 ]                                                     |

## 미완공 마천루

### 공사중인 마천루
이 목록은 서울특별시 영등포구에서 공사가 진행중인 마천루이다.
| 이름                        | 상태   | 위치     | 높이 | 층수 | 완공 예정   | 비고   |
| --------------------------- | ------ | -------- | ---- | ---- | ----------- | ------ |
| 앙사나 레지던스 여의도 서울 | 공사중 | 여의도동 | 249m | 57층 | 2026년 10월 | [ 72 ] |

### 계획중인 마천루
이 목록은 현재 서울특별시 영등포구에서 계획이 진행중인 마천루이다.
| 이름                       | 위치     | 높이 | 층수 | 완공 예정 | 비고 |
| -------------------------- | -------- | ---- | ---- | --------- | ---- |
| 여의도 시범아파트 재건축 1 | 여의도동 | 199m | 65층 | -         |      |
| 여의도 시범아파트 재건축 2 | 여의도동 | 199m | 65층 | -         |      |

### 승인 또는 제안된 마천루
이 목록은 서울특별시 영등포구에서 건설이 승인 또는 제안된 마천루이다.
| 이름                       | 위치     | 높이 | 층수 | 완공 예정 | 비고 |
| -------------------------- | -------- | ---- | ---- | --------- | ---- |
| 여의도 서울아파트 재건축 1 | 여의도동 | -    | 77층 | -         | 제안 |
| 여의도 서울아파트 재건축 2 | 여의도동 | -    | 77층 | -         | 제안 |

### 취소된 마천루
이 목록은 서울특별시 영등포구에서 건설이 취소된 마천루이다.
| 이름                   | 위치     | 높이 | 층수  | 비고                 |
| ---------------------- | -------- | ---- | ----- | -------------------- |
| 21세기 여의도 금융센터 | 여의도동 | 450m | 101층 | 여의도 개발방식 변경 |

## 같이 보기
- 서울특별시
- 영등포구
- 마천루 목록
- 아시아의 마천루 목록
- 대한민국의 마천루 목록
- 서울특별시의 마천루 목록